# Puputan
Puputan (parfois écrit « poupoutan ») est un terme balinais désignant un suicide collectif rituel préféré à l'humiliation d'une reddition. Les puputan les plus mémorables ont été organisés lors de la soumission des Balinais par les Néerlandais en 1906 et 1908.

## Puputan de 1849 à Buleleng
Le raja de Buleleng se suicide avec quatre cents personnes de sa suite en 1849 dans un puputan contre les Hollandais.

## Puputan de 1906 à Badung
Le 14 septembre 1906, un important détachement de l'Armée royale des Indes néerlandaises débarque sans résistance significative sur la plage de Sanur à Bali et marche sur Denpasar. Ils traversent une ville apparemment déserte et remarquent à l'approche du palais royal la fumée s'élevant de la puri (le palais) et, plus inquiétant encore, entendent les battements de tambours provenant de l'intérieur des murs du palais. Lorsqu'ils atteignent le palais, une procession silencieuse en émerge, conduite par le raja juché sur une chaise à porteurs soulevée par quatre hommes. Le raja est habillé des traditionnels vêtements blancs des cérémonies de crémation, porte des bijoux magnifiques et est armé du kriss sacré. Suivent, également en habits de cérémonie funéraire, les officiers, les gardes, les prêtres, les épouses, les enfants et les serviteurs.
Arrivés à une centaine de pas des soldats hollandais, la procession s'arrête, le raja descend de son palanquin et fait signe à un prêtre qui plonge sa dague dans la poitrine du prince. Les autres personnes de la procession commencent à se tuer entre eux. Les Hollandais prétextent une attaque à la lance et au javelot pour ouvrir le feu avec fusils et artillerie. Les femmes jettent ironiquement bijoux et pièces d'or aux soldats. Toujours plus de gens sortant du palais, des amoncellements de cadavres s'élèvent de plus en plus haut et ce sont près de mille balinais qui meurent ainsi. Les soldats dépouillent les corps des objets de valeur et saccagent ce qui reste des ruines du palais brûlé.

## Puputan de 1908 à Klungkung
Un autre puputan a lieu le 18 avril 1908 au Palais de Klungkung (en) lors duquel se suicident le Dewa Agung (en) Jambe et deux cents personnes de sa suite.

## Puputan de 1946 à la bataille de Marga
Lors de la guerre d'indépendance, I Gusti Ngurah Rai organise un dernier puputan contre l'armée néerlandaise à la bataille de Marga en 1946, dans lequel quatre-vingt-dix-huit soldats meurent avec lui.

### Galerie de photos

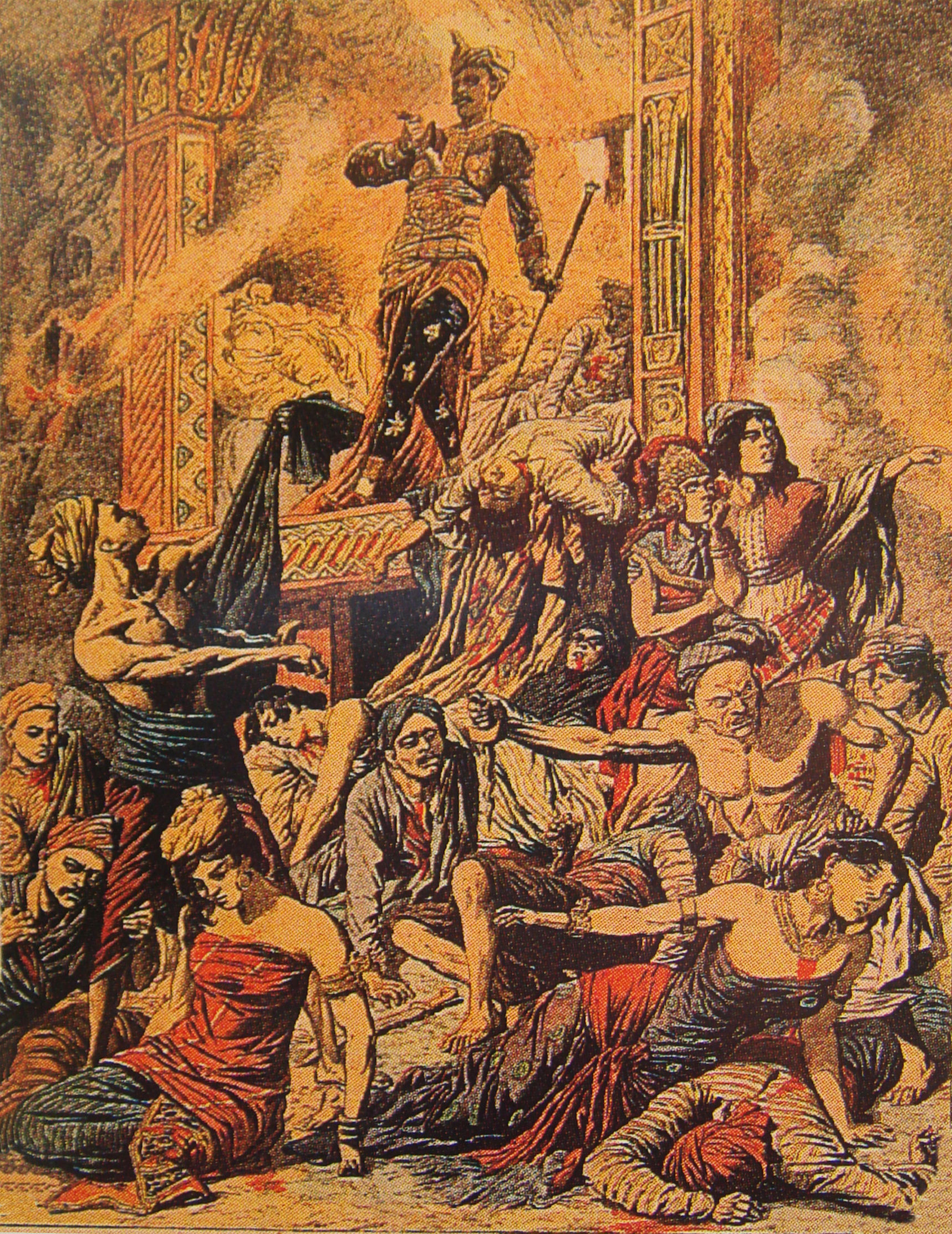
Suicide du raja de Buleleng et de sa suite en 1849. Reproduction dans Bali Chronicles d'une illustration du Petit Journal de 1849.
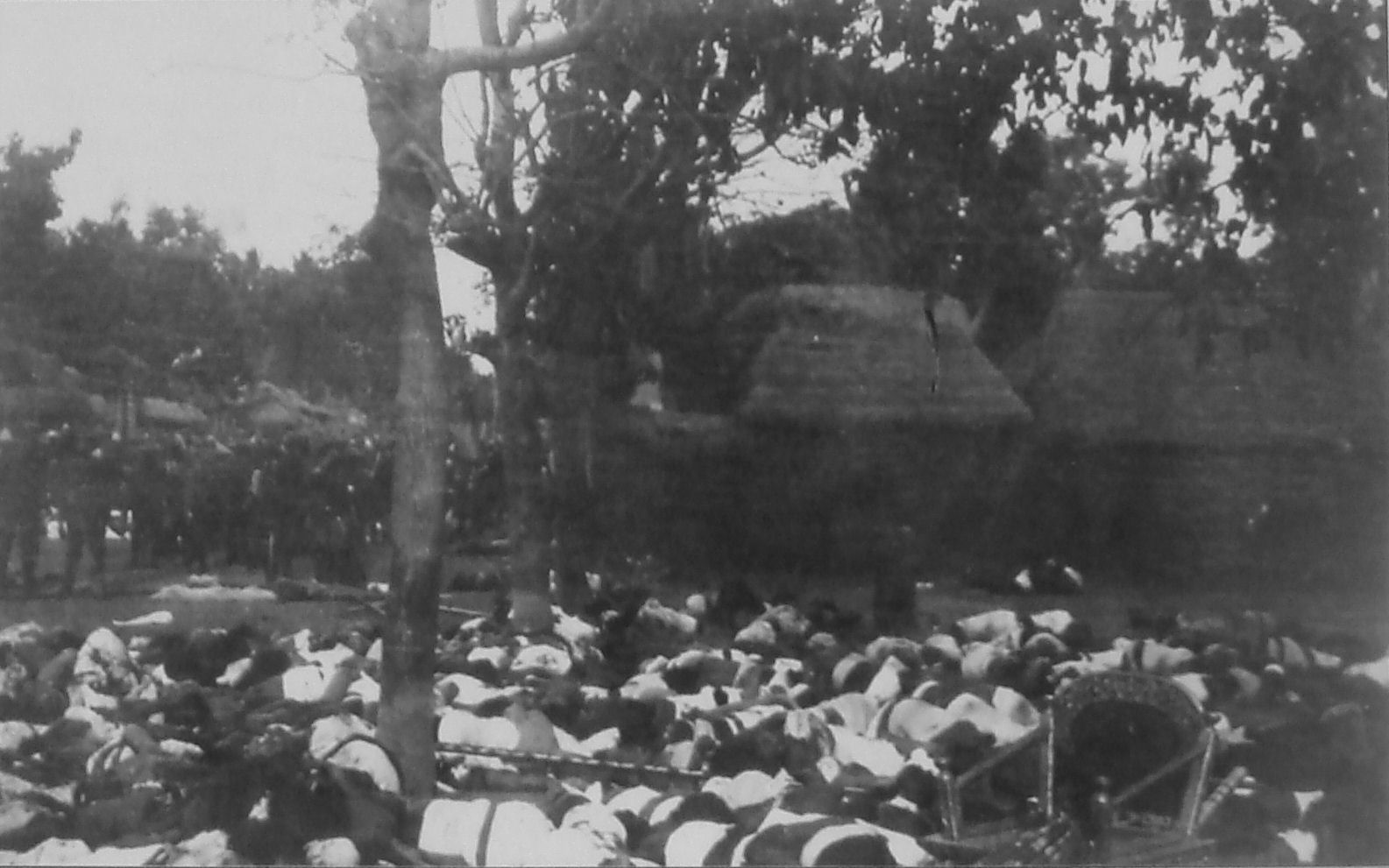
Puputan de Badung en 1906. Musée de Bali.
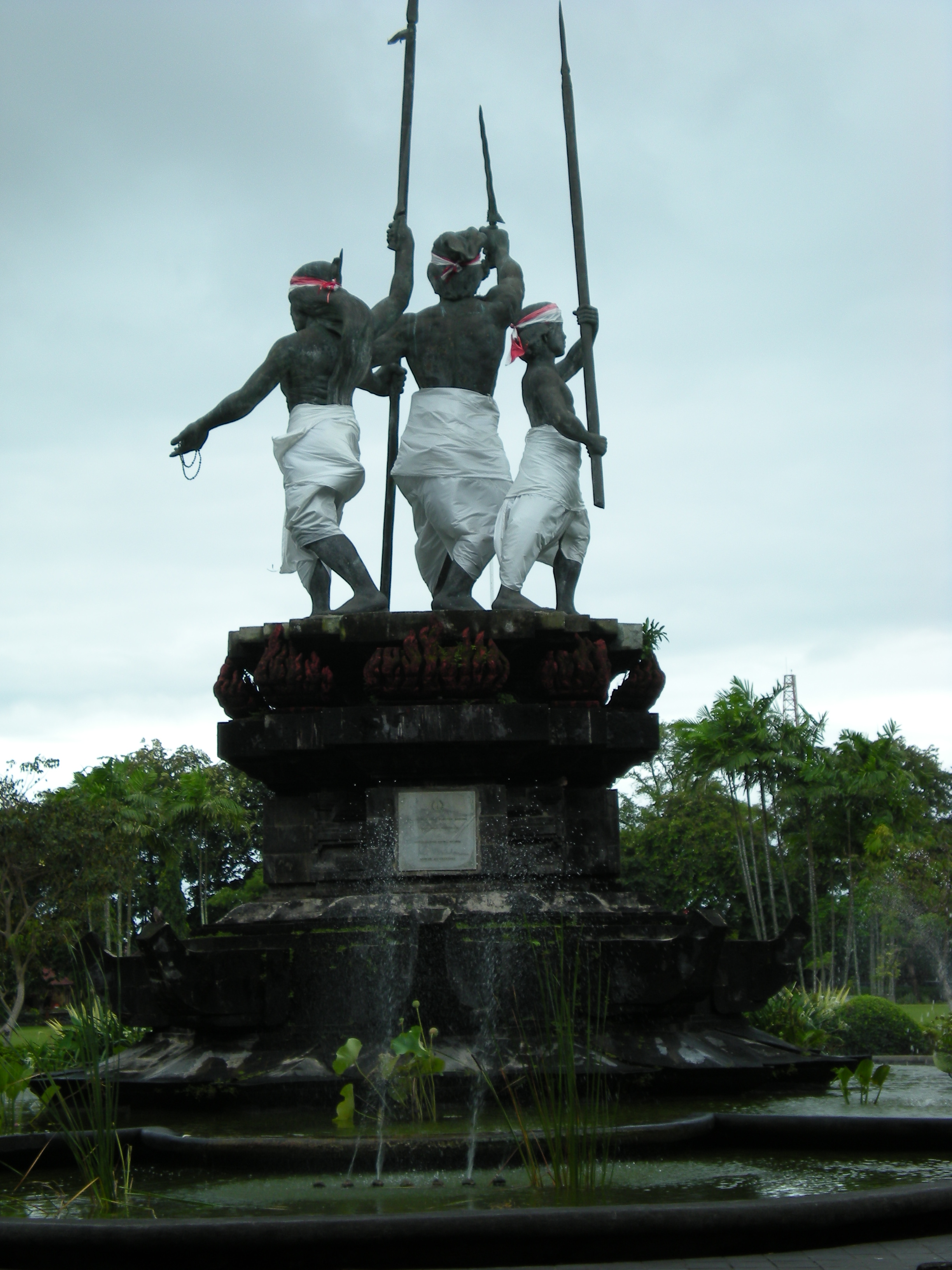
Monument commémoratif du puputan de 1906, à Denpasar, Bali.
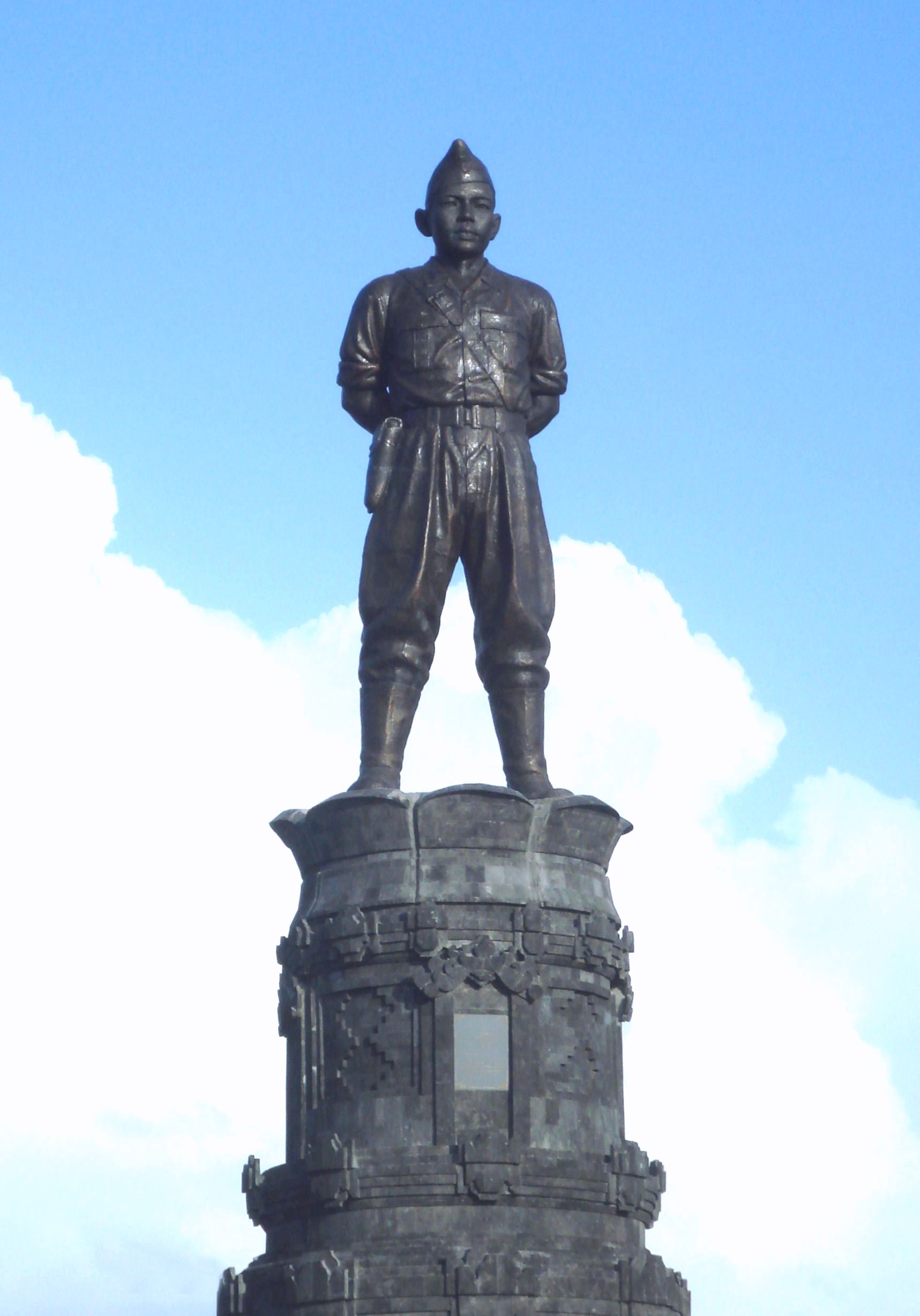
Statue d'I Gusti Ngurah Rai, instigateur du dernier puputan en 1946.